# Patrick van Balkom
Patrick Petrus Marinus van Balkom (Waalwijk, 14 settembre 1974) è un ex velocista olandese.

## Palmarès

### Mondiali
- 1 medaglia:
  - 1 bronzo (Parigi 2003 nella staffetta 4×100 m)

### Mondiali indoor
- 1 medaglia:
  - 1 bronzo (Lisbona 2001 nei 200 m)

### Universiadi
- 1 medaglia:
  - 1 argento (Palma di Maiorca 1999 nei 200 m)